# Aartselaar

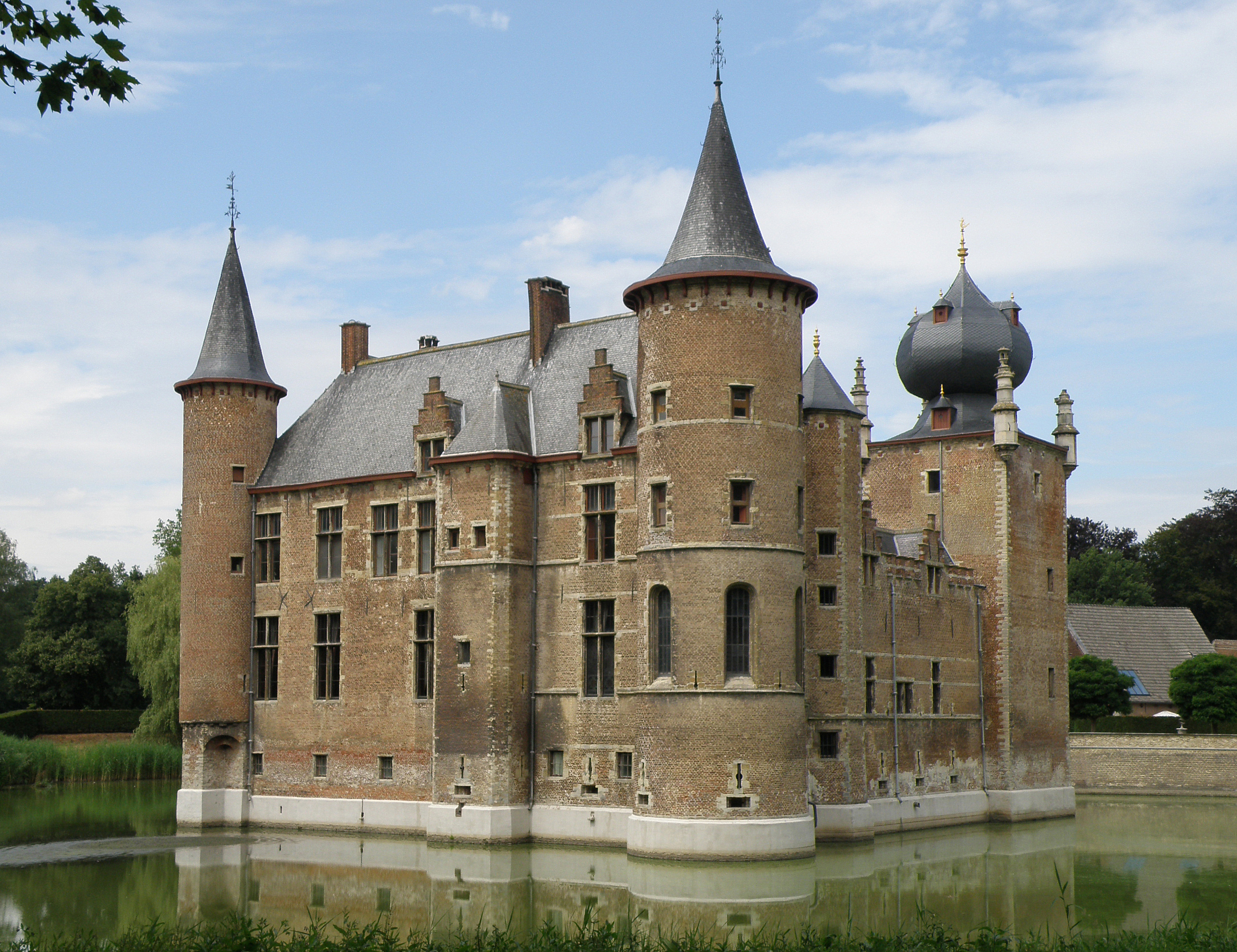
Zámek Cleydael

Aartselaar je belgická obec ve Vlámském regionu v provincii Antverpy.

## Obyvatelstvo
Aartselaar má přes 14 000 obyvatel. Hustota zalidnění je asi 1 300 na jeden kilometr čtvereční, (rozloha města je zhruba 11 km²). Ve městě je necelých pět procent lidí nezaměstnaných.